# 약산 (화학)
약산(弱酸, 영어: weak acid)은 산성 물질은 이온으로 분리될 때 H+를 내놓는데 이 정도가 적은 물질이다. 이런 물질은 분해될 때 여러 가지 부산물들이 같이 나오므로 완벽하게 해리되지 않는다. 대표적인 약산으로는 탄산 (H2CO3), 아세트산 (CH3COOH), 폼산(HCOOH), 사이안화 수소(HCN), 플루오린화 수소(HF), 황화 수소(H2S), 트라이클로로아세트산(CCl3COOH) 등이 있다.

## 같이 보기
- 탄산